# Давидов Сергій Дмитрович
Давидов Сергій Дмитрович (5 січня 1957 року, Костянтинівка, Сталінська область, УРСР) — український політик, міський голова Костянтинівки (2010—2020).

## Життєпис
Народився 5 січня 1957 року у Костянтинівці.

## Освіта
Має вищу освіту за спеціальністю інженер-хімік.

## Трудова діяльність
З 1974 по 1980 роки працював на Костятинівському вогнетривкому та Костятинівському державному  хімічному заводах.
З 1989 по 1988 роки — служба у Костятинівському ППО.
З 1988 року — засновник та керівник ряду підприємств.
З 2006 року — генеральний директор юридичної фірми «Гарант».

## Політична діяльність
З 1998 року — депутат Костянтинівської міської ради.
Під час місцевих виборів 31 жовтня 2010 року балотувався від Партії регіонів та успішно обрався міським головою з результатом 12 758 голосів виборців (59,9%).
Після завершення терміну повноважень у грудні 2020 року його наступником на цій посаді став Олег Азаров (представник забороненої в Україні партії «ОПЗЖ»).